# Nikolaus-Dom (Trnava)

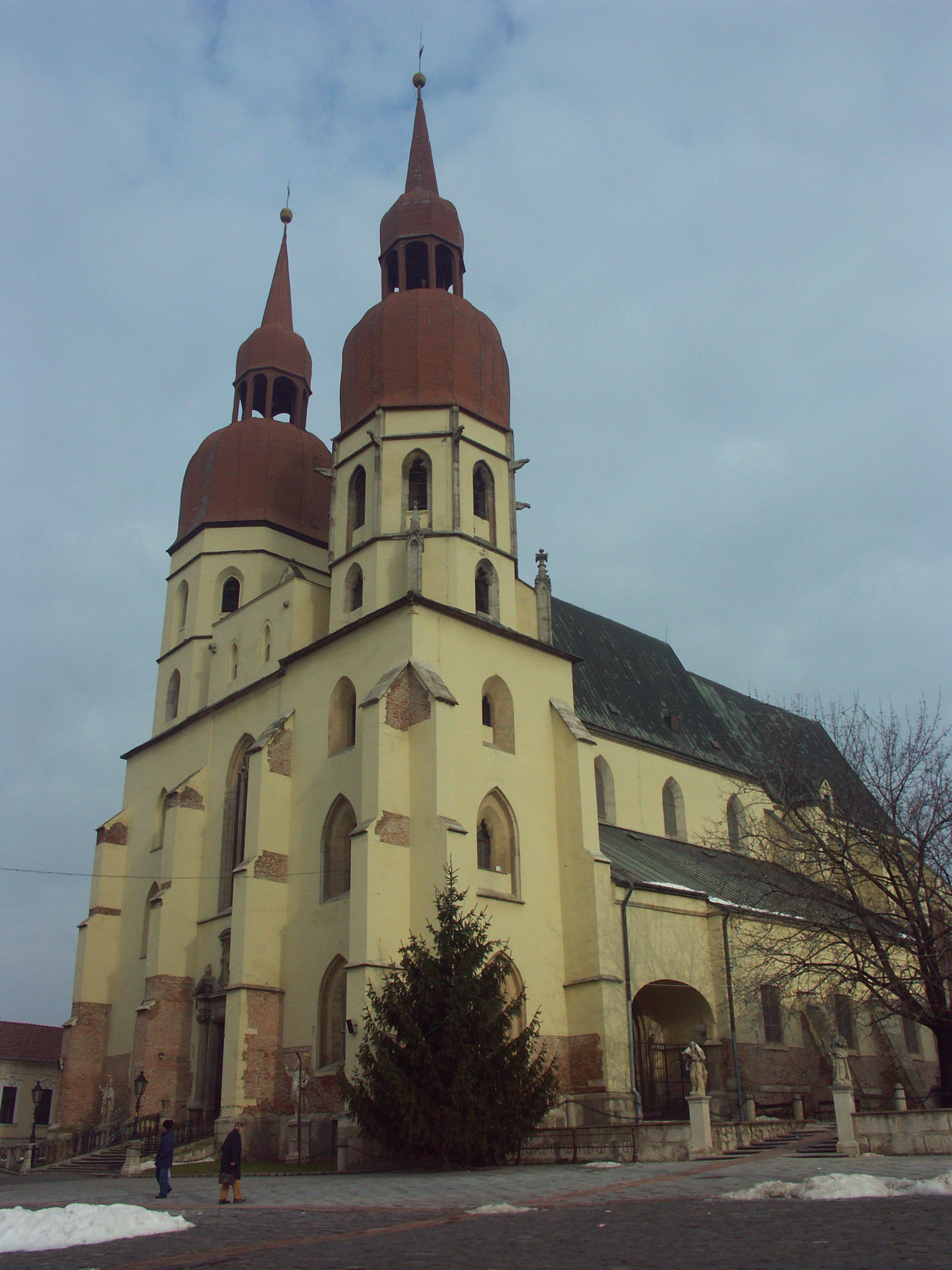
Nikolaus-Dom

Der Nikolaus-Dom (slowakisch Dóm svätého Mikuláša) befindet sich in der Altstadt von Trnava (Tyrnau) in der Westslowakei. Er ist dem heiligen Nikolaus geweiht und war lange Zeit die Kathedrale des Erzbistums Esztergom.

## Geschichte und Architektur

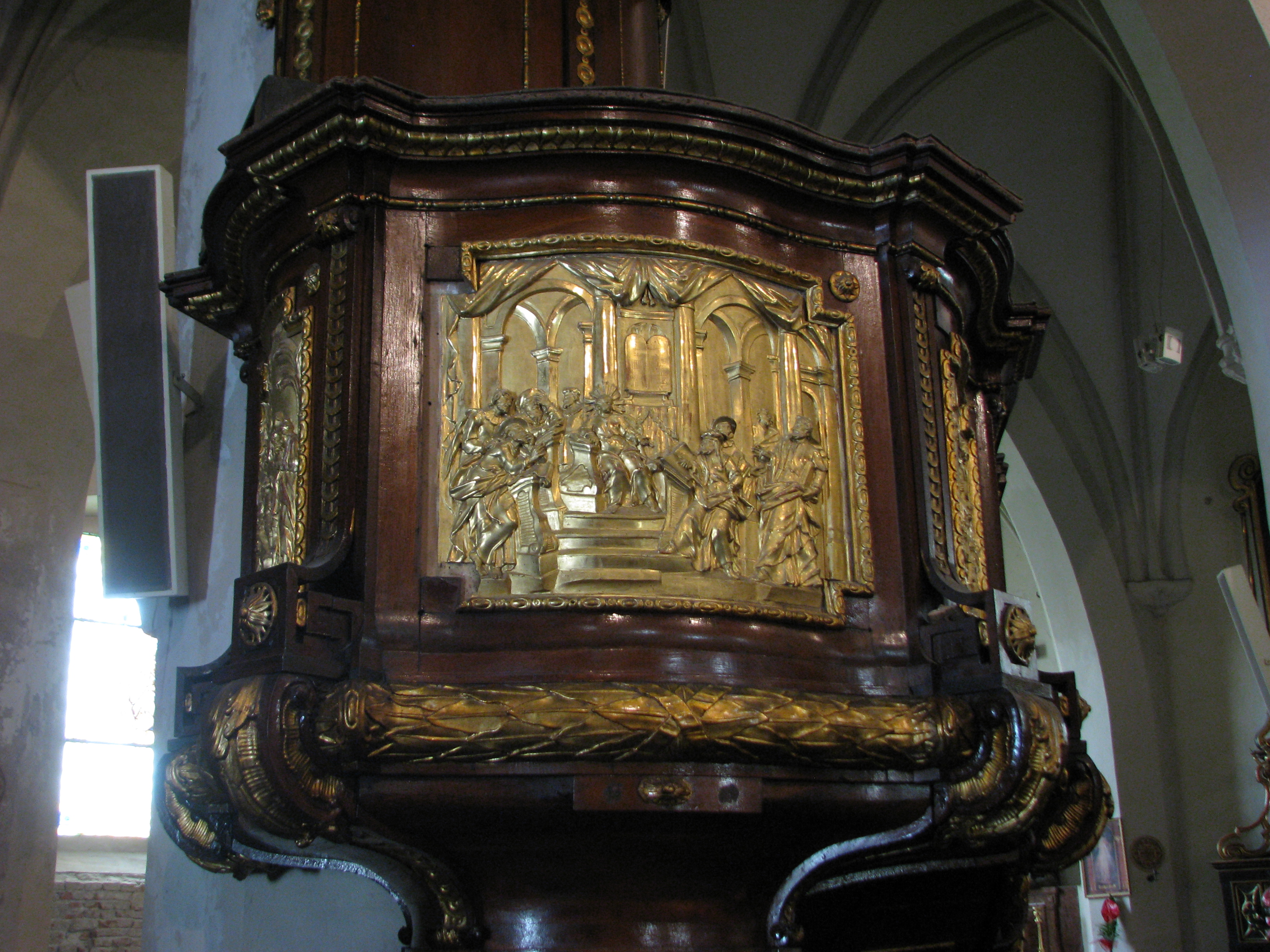
Barocke Kanzel

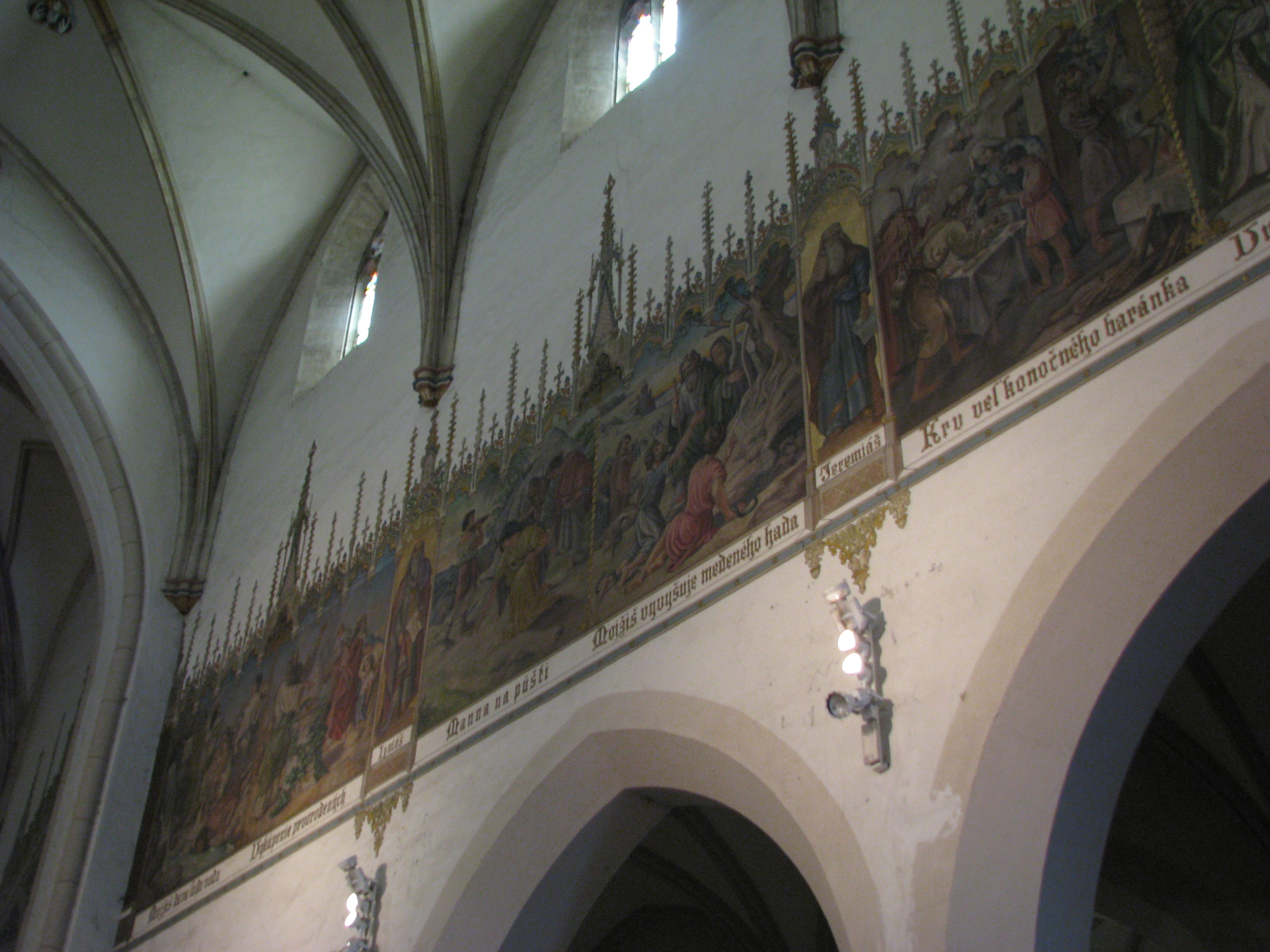
Wandgemälde im Hauptschiff

An der Stelle eines romanischen Vorgängerbaus wurde der Nikolaus-Dom in seinen heutigen Ausmaßen von 1380 bis 1421 in spätgotischem Stil erbaut. An der Länge von 60 Metern, der Breite von 31 Metern und der Höhe von 18 Metern hat sich auch die später errichtete Universitätskirche orientiert. Für die äußere Erscheinung prägend sind die Renaissancehelme, die in der Mitte des 16. Jahrhunderts auf die beiden Türme gesetzt wurden.
Mit den Kreuzrippengewölben in Haupt- und Seitenschiffen hat der Dom im Innern noch seine wesentliche Wirkung als gotisches Gebäude beibehalten. In späteren Jahrhunderten hat er allerdings mannigfache Umbauten und Ergänzungen erfahren. Zwischen 1618 und 1630 ließ Kardinal Peter Pázmány barocke Seitenkapellen anbauen sowie die Ausstattung größtenteils barock umgestalten. Die reich geschnitzten Kirchenbänke sind im Rokoko entstanden und 1798 schuf Josef Zanussi den klassizistischen Hauptaltar. Die Obergaden schmücken neugotische Malereien. Einige Fresken aus dem 15. Jahrhundert haben sich noch in der Vorhalle erhalten. An einigen Stellen hat man das gotische Backsteinmauerwerk wieder sichtbar gemacht.
Erzbischof Imre Eszterházy ließ 1739 bis 1741 durch den österreichischen Architekten Lucas Hildebrandt an der Nord-West-Seite eine achteckige Barockkapelle mit separatem Eingang anbauen, in der das Gnadenbild der heiligen Maria von Trnava (siehe unten) auf einem Säulenaltar aufbewahrt wird.
Nachdem Ungarn Anfang des 16. Jahrhunderts zum größten Teil türkisch geworden war, wurde der Nikolaus-Dom von 1543 bis 1820 zur ungarischen Kathedrale und Sitz der Erzbischöfe von Esztergom. Er war dann wieder von 1918 bis 1977 Sitz eines Bischofs. Bei der Errichtung des Erzbistums Bratislava-Trnava 1977 wurde jedoch die Universitätskirche zum Sitz des Erzbischofs bestimmt. Im Jahr 2008 erhob Papst Benedikt XVI. den Nikolaus-Dom zur Basilica minor.

## Das Gnadenbild der heiligen Maria von Trnava

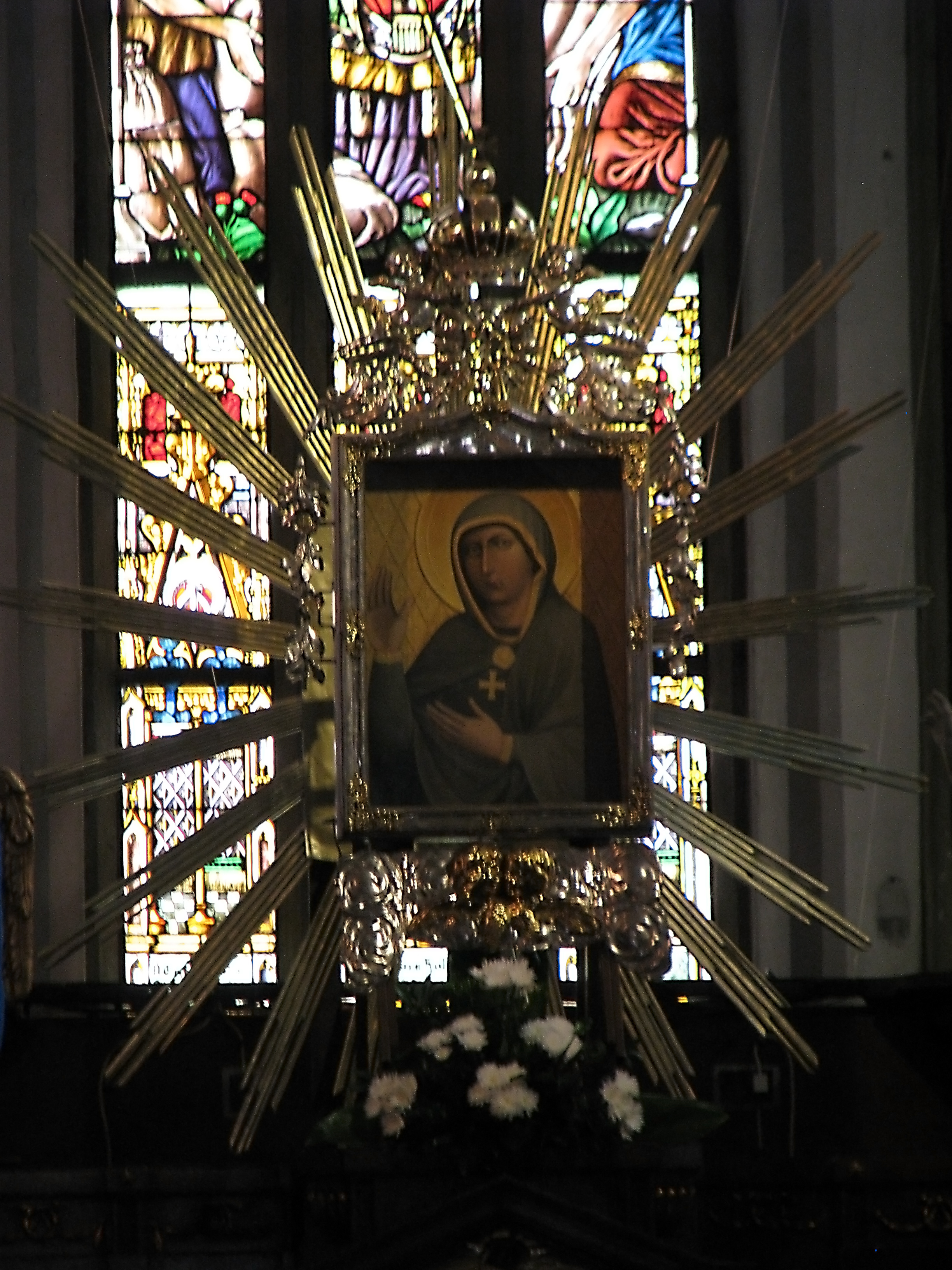
Altarbild

Im Nikolaus-Dom befindet sich das Gnadenvolle Bild der heiligen Maria. Im Jahr 1585 ließ Ferenc Forgách (der spätere Erzbischof) eine Kopie des Bildes aus dem Kloster der heiligen Alexej und Bonifaz anfertigen.
Im Jahr 1663 soll das Bild Bluttränen geweint haben. Aus diesem Grund hätten die Türken, die die Umgebung plünderten, die Stadt Trnava gemieden.
Im Jahr 1710 brach die Pest aus. Am 21. November 1710, nach einem erneuten Weinen des Bildes, ging die Epidemie zu Ende. Bis heute hat das Bild deshalb eine besondere Bedeutung für die Bewohner von Trnava.
Einige ältere Bewohner glauben, dass mit Hilfe der heiligen Maria von Trnava und ihres Bildes die Stadt im Zweiten Weltkrieg von Bomben verschont wurde.